# Resolució 259 del Consell de Seguretat de les Nacions Unides
La Resolució 259 del Consell de Seguretat de les Nacions Unides, aprovada el 27 de setembre de 1968, preocupada pel benestar dels habitants dels territoris ocupats pels israelians després de la Guerra dels Sis Dies, el Consell va demanar al Secretari General de les Nacions Unides que enviï un Representant Especial per informar sobre la implementació de la Resolució 237. El Consell va demanar que Israel rebés i cooperés al Representant Especial i que se li concedeixi al Secretari General tota la cooperació per aplicar la present resolució.
La resolució es va aprovar amb 12 vots contra cap; Canadà, Dinamarca i els Estats Units es van abstenir.